# Шамбре (Ер)
Шамбре (фр. Chambray) насеље је и општина у северној Француској у региону Горња Нормандија, у департману Ер која припада префектури Евре.
По подацима из 2011. године у општини је живело 452 становника, а густина насељености је износила 53,68 становника/km². Општина се простире на површини од 8,42 km². Налази се на средњој надморској висини од 33 метара (максималној 135 m, а минималној 30 m).

## Демографија
| 1962. | 1968. | 1975. | 1982. | 1990. | 1999. | 2011. |
| ----- | ----- | ----- | ----- | ----- | ----- | ----- |
| 260   | 300   | 336   | 383   | 372   | 372   | 452   |

График промене броја становника у току последњих година